# Cantó d'Oisemont
El cantó d'Oisemont és un cantó francès del departament del Somme, situat al districte d'Abbeville. Té 31 municipis i el cap és Oisemont.

## Municipis
- Andainville
- Aumâtre
- Avesnes-Chaussoy
- Bermesnil
- Cannessières
- Épaumesnil
- Étréjust
- Fontaine-le-Sec
- Forceville-en-Vimeu
- Foucaucourt-Hors-Nesle
- Fresnes-Tilloloy
- Fresneville
- Fresnoy-Andainville
- Frettecuisse
- Heucourt-Croquoison
- Inval-Boiron
- Lignières-en-Vimeu
- Le Mazis
- Mouflières
- Nesle-l'Hôpital
- Neslette
- Neuville-au-Bois
- Neuville-Coppegueule
- Oisemont
- Saint-Aubin-Rivière
- Saint-Léger-sur-Bresle
- Saint-Maulvis
- Senarpont
- Vergies
- Villeroy
- Woirel

## Història
| Data d'elecció                           | Identitat      | Partit           | Qualitat |
| ---------------------------------------- | -------------- | ---------------- | -------- |
| 1945-1949                                | Léon Niquet    |                  |          |
| 1949-1964                                | Pierre Vasseur | radical          |          |
| 1964-1980                                | Charles Bignon | UDR, després RPR |          |
| 1980-                                    | Jerôme Bignon  | RPR, després UMP |          |
| les dades anteriors no són pas conegudes |                |                  |          |
|                                          |                |                  |          |

## Demografia
| A partir de 1990: Població sense dobles comptes |